# Hyptiotes himalayensis
Hyptiotes himalayensis is een spinnensoort in de taxonomische indeling van de wielwebkaardespinnen (Uloboridae).
Het dier behoort tot het geslacht Hyptiotes. De wetenschappelijke naam van de soort werd voor het eerst geldig gepubliceerd in 1981 door Benoy Krishna Tikader.